# والتر كوفمان
والتر كوفمان (بالألمانية: Walter Kaufmann )‏ فيلسوف ومترجم وشاعر ألماني أمريكي. يُعد مؤلفًا غزير الإنتاج، إذ كتب بشكل مكثف وعلى نطاق واسع في موضوعات مثل الأصالة والموت والفلسفة الأخلاقية والمذهب الوجودي والألوهية والإلحاد والمسيحية واليهودية بالإضافة إلى الفلسفة والأدب. خدم أكثر من 30 عامًا أستاذًا في جامعة برينستون. واشتهر بوصفه باحثًا ومترجمًا لفريدريك نيتشة. كتب أيضًا كتابًا حول جورج فيلهلم فريدريك هيغل عام 1965، ونشر ترجمة فاوست لغوته.

## سيرة حياته
ولد والتر كوفمان في فرايبورغ إم بريسغاو في ألمانيا، 1 يوليو 1921. نشأ كوفمان على المذهب اللوثري. ووجد نفسه في سن 11 أنه لا يؤمن لا بعقيدة التثليث ولا ألوهية المسيح، فتحول إلى الديانة اليهودية. اكتشف كوفمان بعد ذلك أن كل أجداده كانوا يهودًا. هاجر كوفمان في عام 1939 إلى الولايات المتحدة وبدأ الدراسة في كلية وليامز. يسجل ستانلي كورنغولد أنه «هجر هناك التزامه تجاه الطقوس اليهودية، في حين طور موقفًا نقديًا عميقًا تجاه كل الأديان الراسخة».
تخرج كوفمان من كلية وليامز عام 1941، وذهب بعد ذلك على جامعة هارفارد للحصول على درجة الماجستير في الفلسفة عام 1942. انقطعت دراسته على الرغم من ذلك بسبب الحرب. جُند في القوات الجوية للجيش الأمريكي وواصل العمل باعتباره محققًا لصالح جهاز الاستخبارات العسكرية في ألمانيا. أصبح كوفمان مواطنًا أمريكيًا في عام 1944.
حصل على درجة الدكتوراه من جامعة هارفارد عام 1947. كانت أطروحته التي كتبها في أقل من عام، تحمل عنوان «نظرية القيم عند نيتشه». كان ذلك هو نفس العام الذي انضم فيه إلى قسم الفلسفة بجامعة برينستون. وعلى الرغم من أنه كان لديه زيارات عمل في كل من الولايات المتحدة وخارجها، إلا أنه استمر في جامعة بريستون طوال حياته الأكاديمية. شمل طلابه على مر السنين باحثين في فلسفة نيتشه، فريثغوف بيرجمان وريتشارد شاخت وألكسندر نيهماس وإيفان سول. توفي كوفمان عن عمر يناهز 59 عامًا في 4 سبتمبر 1980.

## ببليوغرافيا جزئية

### الأعمال الأصلية
- نيتشه: الفيلسوف وعالم النفس وعدو المسيح
- من شكسبير إلى المذهب الوجودي
- المذهب الوجودي: من دستويفسكي إلى سارتر
- نقد الدين والفلسفة
- التراجيديا والفلسفة
- هيجل: إعادة تفسير
- إيمان المُهرطق: ما الذي يمكنني أن أؤمن به؟ كيف يجب أن أعيش؟ ما الذي آمله؟
- دون ذنب وعدالة: من فوبيا اتخاذ القرار إلى الاستقلال الذاتي
- قابيل وقصائد أخرى
- الوجودية والدين والموت: ثلاثة عشر مقال
- مستقبل الإنسانيات
- أديان في أبعاد رباعية
- استكشاف الذهن، ثلاثية تتكون من
  - غوتة وكانط وهيغل
  - نيتشه وهايدغر وبوبر
  - فرويد ضد أدلر ويونغ
- مصير الإنسان: ثلاثية تتكون من:
  - الحياة عند الحواف
  - الوقت فنان
  - ما هو الإنسان؟

## التعليم
تعلم في كلية ويليامز، وجامعة هارفارد.